# ميلارد لانغ
ميلارد لانغ (بالإنجليزية: Millard Lang)‏ (7 أغسطس 1912 ببالتيمور في الولايات المتحدة - 4 أغسطس 2002 ببالتيمور في الولايات المتحدة) هو لاعب كرة قدم أمريكي في مركز الهجوم، شارك في الألعاب الأولمبية الصيفية 1932. ولعب مع A.A.C. Eagles ‏ وBaltimore Americans ‏ وChicago Sparta ‏.

## وصلات خارجية
- ميلارد لانغ على موقع أوليمبيديا (الإنجليزية)